# Marco Livio Druso (cónsul 112 a. C.)
Marco Livio Druso (en latín, Marcus Livius Drusus; m. 109 a. C.) fue un político romano del siglo II a. C., hijo del cónsul del año 147 a. C. Cayo Livio Druso. 

## Antecedentes
En 123 a. C., el tribuno Cayo Graco estaba en Cartago, organizando una colonia, en aplicación de su ley agraria reformista. Druso fue elegido tribuno de la plebe en el año 122 a. C., junto con Cayo Graco que ejercía el cargo por segunda vez.
El Senado, alarmado por el avance de Graco en el apoyo popular, empleó a su colega Druso, que era noble, bien educado, rico, y elocuente, para oponerse a sus medidas y debilitar su influencia. Contra algunas de las leyes propuestas por Graco, Druso interpuso su veto sin declarar ninguna razón.

## Tribunado de la plebe

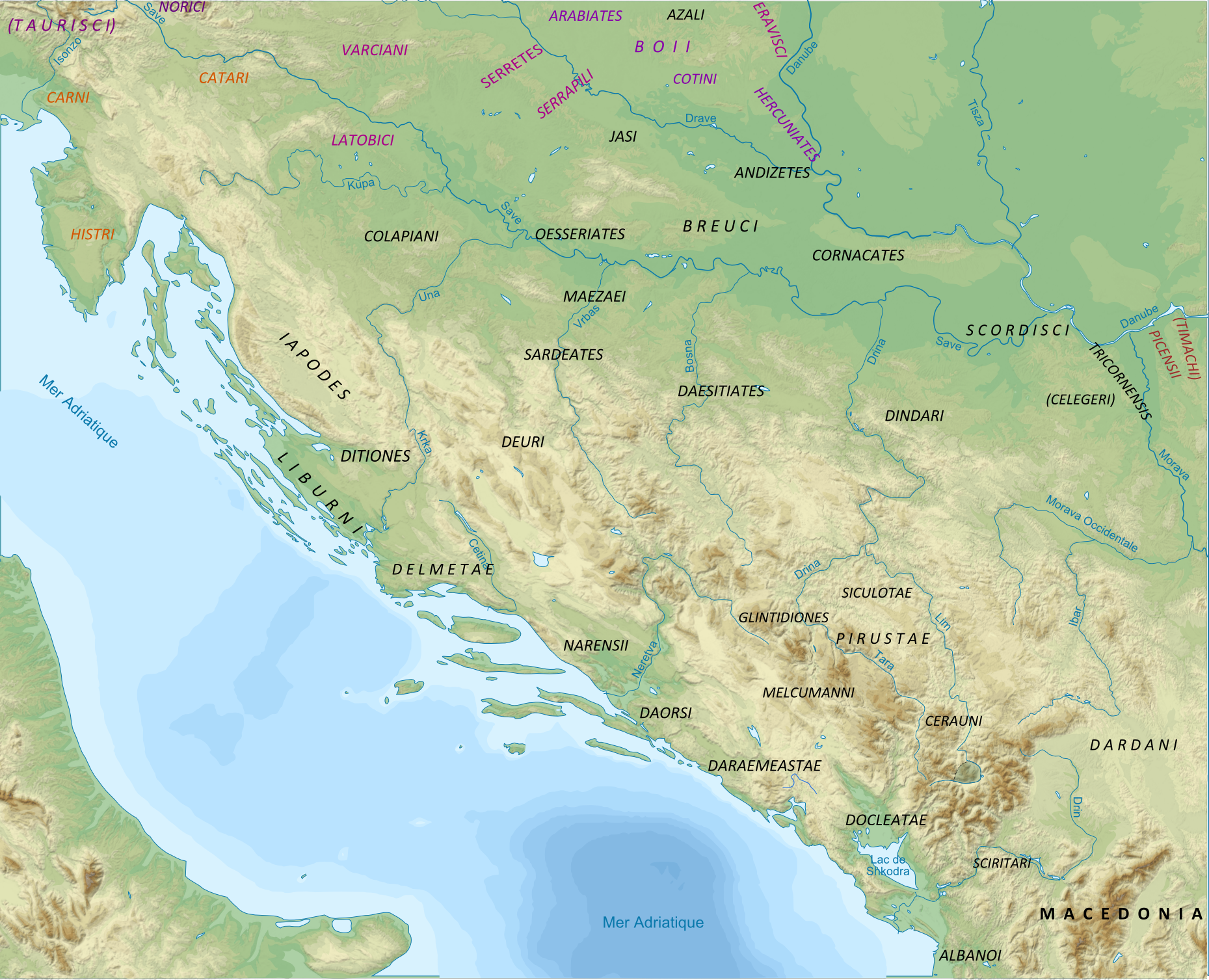
Situación de los escordiscos, pueblo prerromano derrotado por Livio Druso cuando fue gobernador de la provincia romana de Macedonia.

De esta forma, Druso vetó algunas de las leyes propuestas por Graco, aunque tiempo después algunas de ellas las volvía a presentar dando así al Senado el mérito de su establecimiento, de forma que el pueblo pensaba que los optimates eran sus amigos. Este sistema fue conocido como patronus senatus.
De acuerdo con los planes de sus patronos, Druso propuso crear doce colonias con tres mil colonos cada una para las clases más bajas, y reducir la renta de las propiedades distribuidas a partir de 133 a. C. También propuso que los aliados latinos no deberían ser maltratados por ningún romano, ni en tiempo de servicio militar, en lugar de la oferta de ciudadanía ofrecida por Cayo Graco. 
En todas estas medidas, Druso fue visto siempre como exento de motivos sórdidos de ganancia. Él no tomó parte en la fundación de las colonias, ni reservó porciones de tierra para sí mismo, y dejó a otros la gestión de los negocios en los que se refería con desembolsos de dinero. Graco, por otra parte, estaba ansioso de tener el manejo de los fondos, y se hizo nombrar uno de los fundadores de una colonia en Cartago. Además, Druso hábilmente aprovechó su ausencia para atacarlo y de esta forma Graco se vio desacreditado ante el pueblo.
La política y la legislación de Druso en su tribunado tuvo cierta semejanza con las de su hijo, quien fue asesinado durante su tribunado 31 años después. Por lo tanto a veces es difícil determinar si los pasajes en los autores clásicos se refieren al padre o el hijo, y en algunos casos es probable que el padre y su hijo hayan sido confundidos en las fuentes antiguas. 
Las propuestas de Druso nunca llegaron a promulgarse, porque eran una cortina de humo, pero el plan funcionó, porque logró suficiente apoyo para vetar la propuesta de Cayo, que no fue reelegido para un segundo tribunado. En su lugar fue elegido Druso en 122 a. C.

## Cónsul de la República
No se sabe nada más de Druso hasta que en el año 112 a. C. resulta elegido cónsul con Lucio Calpurnio Pisón Cesonino como colega.
Es probable que pasara por otras magistraturas del cursus honorum como edil y pretor. Puede que sea el mismo pretor urbano que se menciona en ad Heren. ii. 13, y puede ser el pretor Druso, de cuya astucia jurídica se registra en una carta de Cicerón a Ático.
Druso obtuvo Macedonia como su provincia y procedió a hacer la guerra contra los escordiscos. Él tuvo tanto éxito en sus operaciones militares, que no sólo rechazó las incursiones de este enemigo en el territorio romano en Macedonia, sino que también los obligó a cruzar el Danubio. A su regreso, fue recibido con honores, puesto que poco antes los escordiscos habían sido derrotado a Cayo Catón.
Es muy probable que haya obtenido un triunfo, pues Suetonio menciona tres triunfos de la gens Livia, pero solo dos de ellos (ambos de Livio Salinator) aparecen en los Fasti Triunfales.

## Censor
Plutarco menciona a un Druso que murió en el cargo de censor, en cual tenía por colega a Emilio Escauro, que rehusó renunciar como era la tradición hasta que los tribunos del pueblo lo encarcelaron. Esta censura correspondería a este Marco Livio Druso y habría sido elegido en el año 109 a. C. puesto que una inscripción en los mármoles del Capitolio señala que uno de los censores murió durante su magistratura.